# Костюмер (фільм, 1987)
«Костюме́р» (рос. Костюмер) — радянська фільм-вистава 1987 року режисерів Євгена Арьє та Аліни Казьміної, заснована на п'єсі Рональда Гарвуда 1980 року.
У головних ролях зіграли Зіновій Гердт, Всеволод Якут, Наталія Архангельська, Тетяна Щукіна, Тетяна Аргунова, Володимир Васильєв, Микола Макєєв.
В основі екранізації — однойменна постановка Московського театру ім. Марії Єрмолової (1986).

## Сюжет
Костюмер Норман 20 років вірою та правдою служить своєму господареві — актору серу Джону. Щовечора він гримує сера Джона, повторює з ним роль та допомагає вийти на сцену. Старий актор повіряє костюмеру таємницю — він пише книжку про своє життя в театрі.
Після надскладного виконання вистави за п'єсою «Король Лір» Вільяма Шекспіра сер Джон умирає. Норман у розпачі: актор, якому він був такий відданий, навіть не згадав про нього у своїй книжці.

## У ролях
- Зіновій Гердт — Норман[1][2][3]
- Всеволод Якут — Сер Джон / Король Лір[4]
- Наталія Архангельська — Міледі / Корделія
- Тетяна Щукіна — Медж
- Тетяна Аргунова — Айрін
- Володимир Васильєв — Джеффрі Тортон
- Микола Макєєв — містер Оксенбі
- Юрій Волков
- Валерій Зотов
- Павло Махотін
- Геннадій Донягін
- Андрій Лук'янов
- Олександр Ковальов
- Лідія Шубіна
- Надія Вишневська